# Rouville (ancienne circonscription fédérale)
Pour les articles homonymes, voir Rouville.
Rouville est une ancienne circonscription électorale fédérale située en Montérégie dans le sud du Québec, représentée de 1867 à 1917.

## Historique
C'est l'Acte de l'Amérique du Nord britannique de 1867 qui crée ce qui était nommé le district électoral de Rouville. Abolie en 1914, elle est fusionnée à la circonscription de Saint-Hyacinthe pour créer Saint-Hyacinthe—Rouville.
En 1867, la circonscription de Rouville était bornée par la circonscription de Saint-Hyacinthe au nord-est, par les circonscriptions de Shefford et Missisquoi au sud-est et par la rivière Richelieu au Nord-Ouest.
La circonscription comprenait:
- Les paroisses de Saint-Césaire, Saint-Paul-d'Abbotsford, Ange-Gardien, Sainte-Marie, Saint-Mathias, Saint-Hilaire et Saint-Jean-Baptiste

En 1893, la circonscription comprenait:
- Les villages de Saint-Césaire, Marieville, Richelieu et Canrobert
- Les paroisses de Saint-Pie, Saint-Paul, L'Ange-Gardien, Saint-Césaire, Notre-Dame-de-Bonsecours, Saint-Michel-de-Rougemont, Saint-Jean-Baptiste, Saint-Hilaire, Saint-Angèle, Sainte-Marie-de-Monnoir et Saint-Mathias

En 1903, la paroisse de Saint-Pie a été transférée à la circonscription de Bagot

## Liste des députés
| Législature                            | Années    | Député           | Député                 | Parti        |
| -------------------------------------- | --------- | ---------------- | ---------------------- | ------------ |
| 1e                                     | 1867–1872 |                  | Guillaume Cheval       | Libéral      |
| 2e                                     | 1872–1874 | Honoré Mercier   |                        | Libéral      |
| 3e                                     | 1874–1878 | Guillaume Cheval |                        | Libéral      |
| 4e                                     | 1878–1882 |                  | George-Auguste Gigault | Conservateur |
| 5e                                     | 1882–1887 |                  | George-Auguste Gigault | Conservateur |
| 6e                                     | 1887–1891 |                  | George-Auguste Gigault | Conservateur |
| 7e                                     | 1891–1896 |                  | Louis-Philippe Brodeur | Libéral      |
| 8e                                     | 1896–1900 |                  | Louis-Philippe Brodeur | Libéral      |
| 9e                                     | 1900–1904 |                  | Louis-Philippe Brodeur | Libéral      |
| 10e                                    | 1904–1908 |                  | Louis-Philippe Brodeur | Libéral      |
| 11e                                    | 1908–1911 |                  | Louis-Philippe Brodeur | Libéral      |
| 12e                                    | 1911–1917 |                  | Rodolphe Lemieux       | Libéral      |
| Dissoute dans Saint-Hyacinthe—Rouville |           |                  |                        |              |